# Corgo (Portugal)
Corgo is een plaats (freguesia) in de Portugese gemeente Celorico de Basto en telt 324 inwoners (2001).

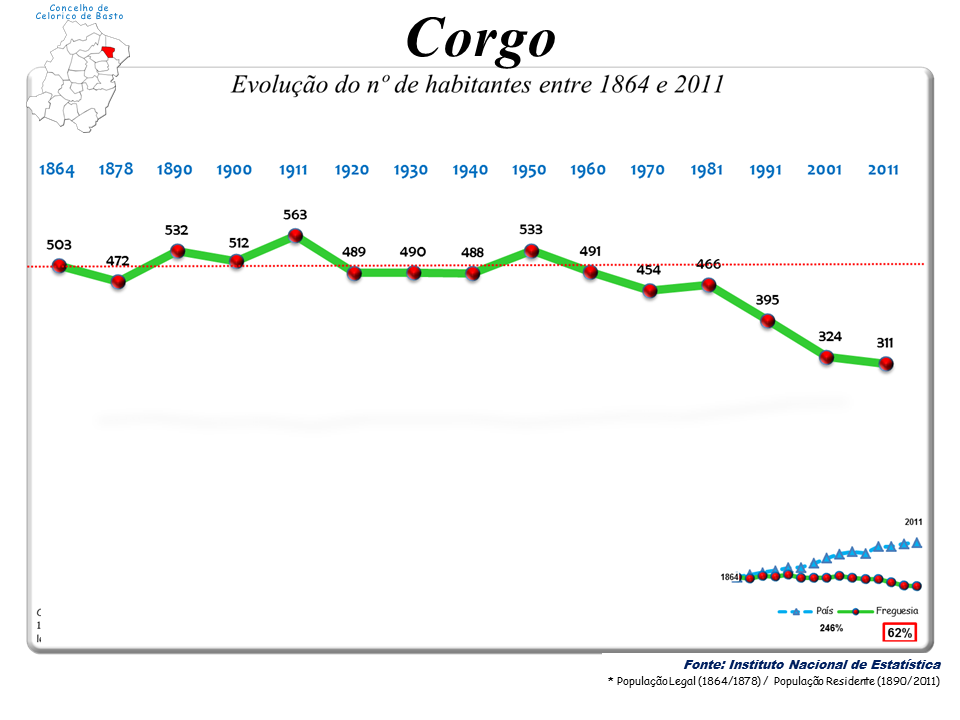
Bevolkingsontwikkeling tussen 1864 en 2011